# Marina Romanko
Marina Jewgienjewna Romanko, ros. Марина Евгеньевна Романко (z domu Gusiewa [Гусева], ur. 5 sierpnia 1986) – rosyjska szachistka, arcymistrzyni od 2006, posiadaczka męskiego tytułu mistrza międzynarodowego od 2009 roku.

## Kariera szachowa
Wielokrotnie startowała w finałach mistrzostw Rosji juniorek w różnych kategoriach wiekowych, m.in. zdobywając złoty (2003, w kategorii do 18 lat) oraz dwa srebrne medale (2001, do 18 lat i 2005, do 20 lat – w obu przypadkach za Natalią Pogoniną). Była również kilkukrotnie uczestniczką mistrzostw świata i Europy juniorek, największy sukces odnosząc w 2001 r. w Kallithei, gdzie zdobyła tytuł wicemistrzyni Europy do 16 lat. W 2009 r. zdobyła w Ningbo tytuł drużynowej wicemistrzyni świata, a w Nowym Sadzie – drużynowej mistrzyni Europy.
Normy na tytuł arcymistrzyni wypełniła w Sierpuchowie (2004, dz. II m. za Aleksiejem Chruszczowem, wspólnie z Feliksem Alichanowem) oraz w Dagomysie (2005, drużynowe mistrzostwa Rosji kobiet), natomiast na tytuł mistrza międzynarodowego – w Dagomysie (2005) oraz w Płowdiwie (2008, indywidualne mistrzostwa Europy).
Do innych jej indywidualnych sukcesów należą m.in. dz. II m. w mistrzostwach Moskwy (2006, za Iriną Wasiljewicz, wspólnie z Tatjaną Grabuzową), dz. IV m. w Lipiecku (2008, za Andriejem Zontachem, Aleksiejem Gawryłowem i Sananem Sjugirowem, wspólnie z m.in. Spartakiem Wysoczinem), dz. I m. w Pietrozawodsku (2008) oraz I m. w Moskwie (2012, turniej Moscow Open-B).
Najwyższy ranking w dotychczasowej karierze osiągnęła 1 kwietnia 2009 r., z wynikiem 2466 punktów zajmowała wówczas 26. miejsce na światowej liście FIDE (oraz 5. wśród rosyjskich szachistek).